# Ribellione del Loto Bianco
La ribellione del Loto Bianco (川楚白蓮敎起義T, Chuān chŭ bái lián jiào qǐ yìP, 1794–1804) fu una ribellione iniziata dai seguaci del movimento del Loto Bianco durante la Dinastia Qing in Cina. Motivata dai buddisti millenaristi che promettevano l'immediato ritorno del Buddha, scoppiò il discontento sociale ed economico nelle province più povere di Hubei, Shaanxi e Sichuan (inclusi gli attuali Sichuan e Chongqing). La ribellione ebbe inizio nel 1794, quando grandi gruppi di ribelli che sostenevano la propria affiliazione al Loto Bianco insorsero nelle regioni montagnose che separavano la provincia del Sichuan dall'Hubei e dal Shaanxi. Una piccola anticipazione della ribellione principale ebbe luogo nel 1774 sotto la guida dell'esperto di arti marziali e di erbe curative Wang Lun nella provincia di Shandong nella Cina settentrionale.
Anche se la ribellione venne alla fine schiacciata dal governo Qing dopo otto anni di combattimenti, segnò un netto declino della forza e della prosperità della dinastia Qing. Il governo dovette dipendere da un maggior numero di Han (Stendardo Verde), dato che non vi erano sufficienti Manciù. La ribellione terminò con la morte di circa 100.000 ribelli.

## Leader ribelli
- Inizio della rivolta: Qi Lin (齊林T, Qí LínP), Qi Wangshi (齊王氏T, Qí WángshìP), Wang Cong'er (王聰兒T, Wáng Cōng'érP) e Wang Nangxian
- Parte media: Xue Tiande (徐天德T, Xú TiāndéP)
- Parte finale della rivolta: Ran Tianyuan (冉天原T, Rǎn Tiān yuánP)